# Beit Jala
Beit Jala (Arabisch: بيت جال ) (Huis van Jala) is een Palestijnse plaats op de Westelijke Jordaanoever van Palestina en valt onder de administratieve controle van het Gouvernement Bethlehem. Het ligt ongeveer 2 kilometer ten westen van de stad Bethlehem en 10 kilometer ten zuiden van Jeruzalem
Beit Jala heeft van oudsher een christelijke bevolking. In 1883 had de plaats 3000 inwoners, van wie 420 katholiek en de rest Grieks-orthodox. 
In 2007 had Beit Jala 11.758 inwoners, waarvan de meerderheid christen is. Een minderheid is moslim.

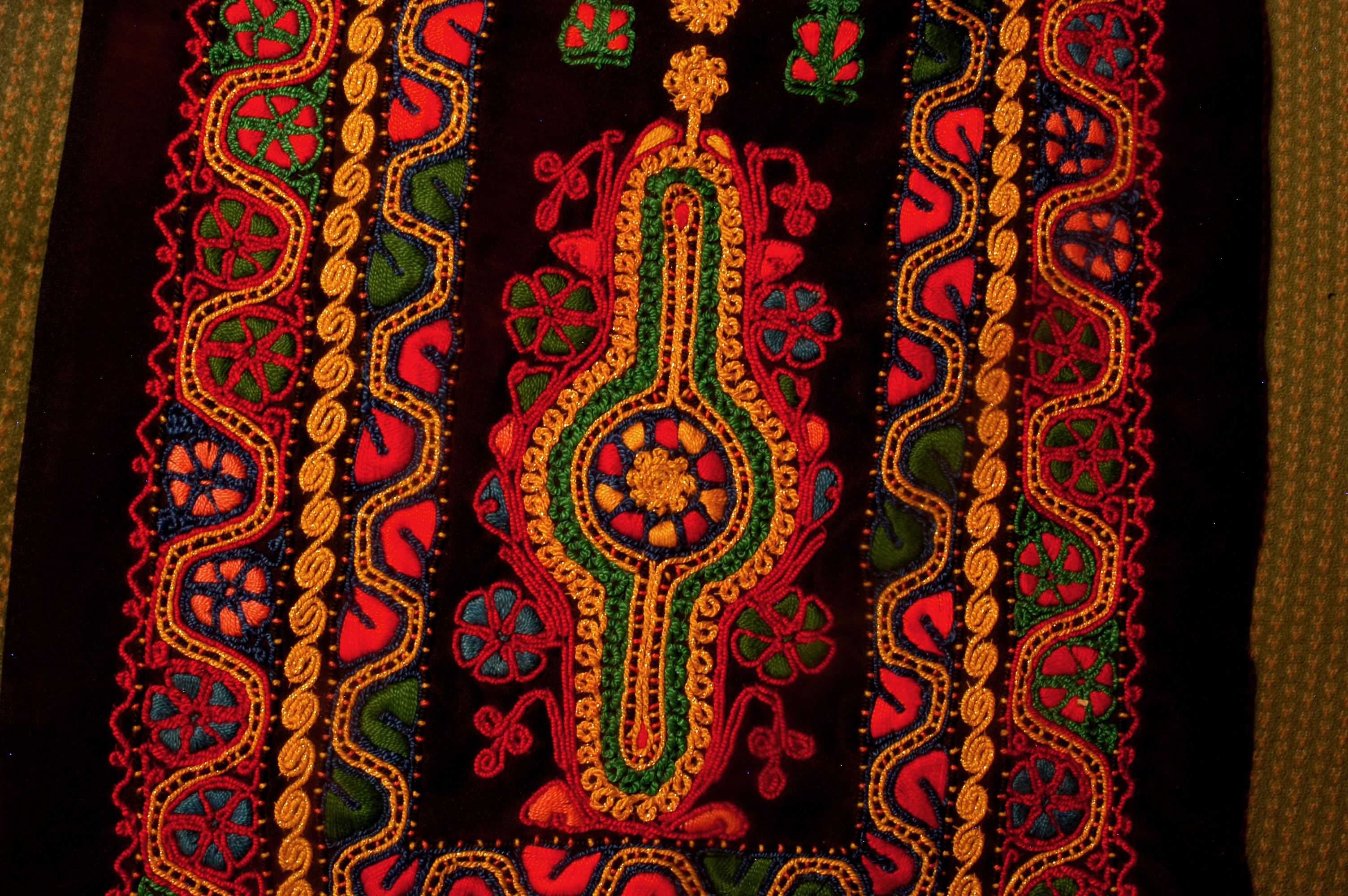
Modern borduurwerk uit Bayt Jalla, traditioneel gebruikt op panelen of malak bruidskleding.

Beit Jala is bekend door het oude klooster van Cremisan van de orde van de Salesianen, gelegen in de Cremisanvallei. Het klooster is al sinds de 19e eeuw een belangrijke wijnproducent, met grote eigen kelders. Verder is Beit Jala bekend vanwege varkenshouderijen, de productie van olijfolie, abrikozen en bouwsteen. Er wordt tabak verbouwd, er is textielnijverheid en een farmaceutische industrie die werkt voor de lokale markt. Aan het klooster is ook een school verbonden waar honderden kinderen uit de omliggende Palestijnse dorpjes onderwijs genieten.

## Israëlische bezetting
Tijdens de Arabisch-Israëlische Oorlog van 1948 werd de Westelijke Jordaanoever bezet door Jordanië. In de Zesdaagse Oorlog van
1967 veroverde en bezette Israël de Westelijke Jordaanoever en onteigende daarna 3147 dunam (= 314,7 hectare), 22 procent van de oppervlakte van Beit Jala om dit bij de Israëlische gemeente Jeruzalem te voegen. Daarna werden op de heuveltoppen tussen Beit Jala en Al-Walaja de illegale Israëlische nederzettingen Har Gilo en Gilo gebouwd.

### Westoeverbarrière 2002
De Israëlische Westoeverbarrière werd hier in 2002 grotendeels op bezet Palestijns gebied aangelegd, afwijkend van de overeengekomen wapenstilstandsgrens van 1949, de Groene Lijn tussen Israël en de Westelijke Jordaanoever. Hierdoor werden plaatsen in het Gouvernement Bethlehem waaronder Beit Jala, Bethlehem en Beit Sahour afgescheiden van andere Palestijnse plaatsen ten westen ervan, zoals Al-Walaja, Battir en Husan. Voor de bouw van de Muur was het gebied rond Beit Jala een plek om te recreëren, ook voor de bewoners van Bethlehem.
De barrière liep dwars door de Cremisanvallei en de bezittingen van het klooster van Cremisan werden in twee delen gesplitst.

#### Schending internationaal recht
Op 9 juli 2004 deed het Internationaal Gerechtshof in Den Haag de uitspraak dat de bouw van de Barrière een schending van internationaal recht is, en geconcludeerd dat deze afgebroken moest worden en dat er schadevergoeding moest worden betaald aan benadeelde Palestijnen. 
Het ministerie van Defensie van Israël stelde dat uitbreiding van de Westoeverbarrière nodig zou zijn voor de veiligheid. Lokale inwoners en critici voerden echter aan dat het werkelijke doel zou zijn Palestijnse grond te annexeren om de illegale nederzetting Har Gilo te verbinden met de Israëlische nederzetting Gilo bij Jeruzalem, die eveneens op Palestijns grondgebied is gebouwd. 

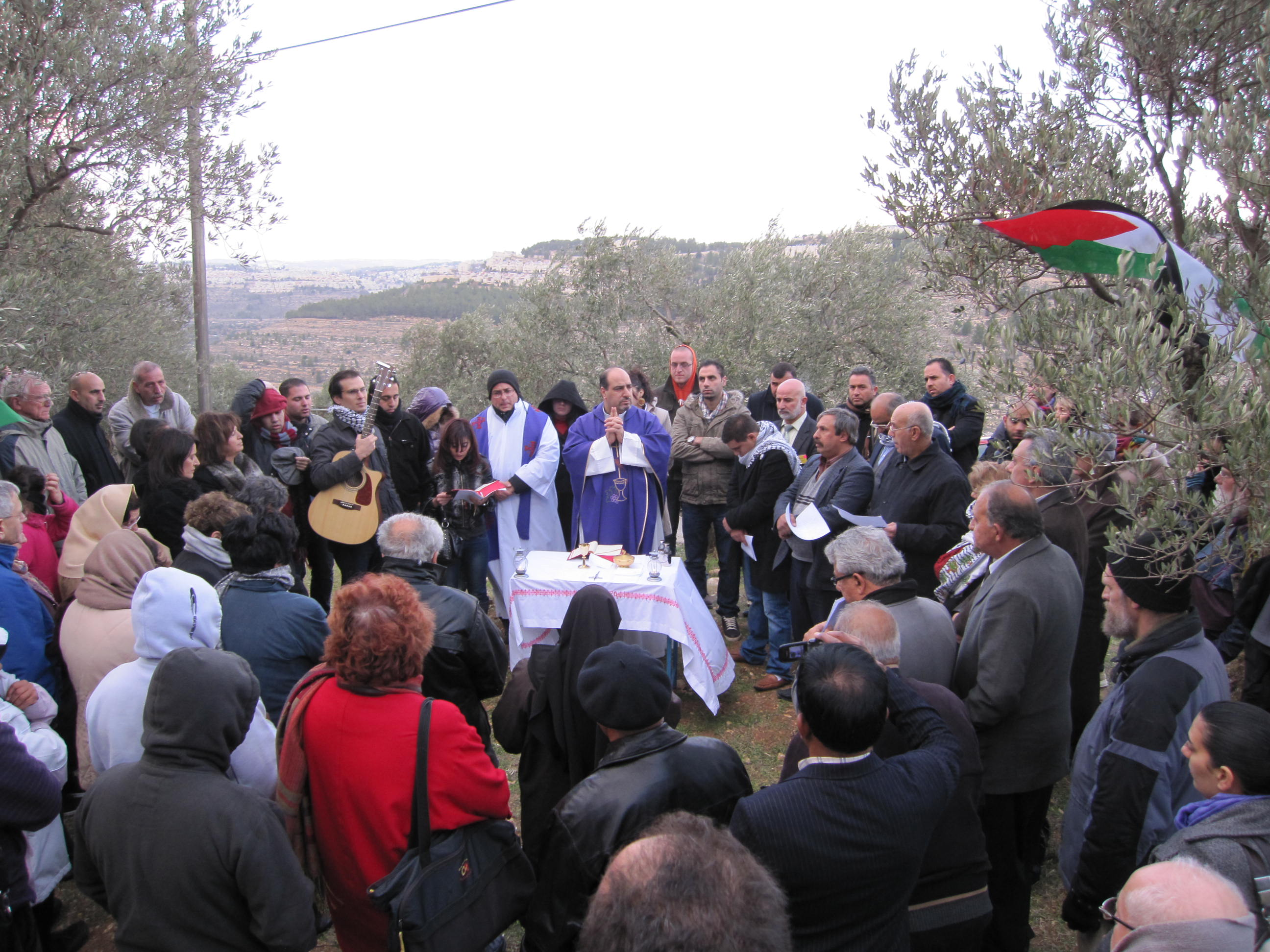
Demonstratieve H. Mis van Palestijnse katholieken in de openlucht in de Cremisanvallei (2011), waar de Israëlische Westoeverbarrière twee kloostergemeenschappen zal splitsen en zal afscheiden van de plaatselijke christelijke gemeenschap

### Grondgebied Palestijnse christenen bedreigd
In 2007 werd nog 2000 dunam land (=200 hectare) van het klooster van Cremisan geconfisqueerd voor de uitbreiding van de Israëlische Westoeverbarrière, en in 2011 nog eens 3,7 hectare. Deze barrière sneed 58 hoofdzakelijk christelijke families van een groot deel af van hun private Palestijnse land, waardoor ze dat kwijtraakten. De twee Salesiaanse kloostergemeenschappen, waaronder een school grondgebied zouden van elkaar en van Beit Jala worden afgescheiden. In een brief protesteerde de aartsbisschop van Westminster tegen de route van de Barrière op Palestijns grondgebied, waarbij dat van het klooster van Cremisan in tweeën gesplitst en één deel daarvan door Israël geconfisqueerd zou worden.  
Vertegenwoordigers van de Europese Unie Cremisan, evenals zestien bisschoppen, bezochten in 2014 Cremisan om tegen de uitbreiding van de barrière te protesteren. De burgemeester van Bethlehem, Vera Baboun, had zich hiervoor rechtstreeks tot paus Franciscus gewend.
In februari 2015 deden de burgemeesters van Bethlehem (Vera Baboun), Beit Jala (Nicola Khamis),Beit Sahour, (Hani al-Hayek] en Issa Kassissieh, Ambassadeur voor het aartsbisdom Palestina, een dringende hulp-oproep aan het Vaticaan, waarin ze meldden dat de uitbreiding van de Israëlische afscheidingsmuur en de onteigening van aan Palestijnse christenen behorend land in de vruchtbare Cremisanvallei het einde zou betekenen van de christenen in de regio Bethlehem.  
Op 2 april 2015 blokkeerde het Hooggerechtshof van Israël de verdere uitbreiding van de Barrière door de Cremisanvallei, vanwege het humanitaire effect ervan wanneer de kloosters en de daaraan verbonden school van elkaar, van Beit Jala en van Al-Walaja zouden worden afgescheiden.

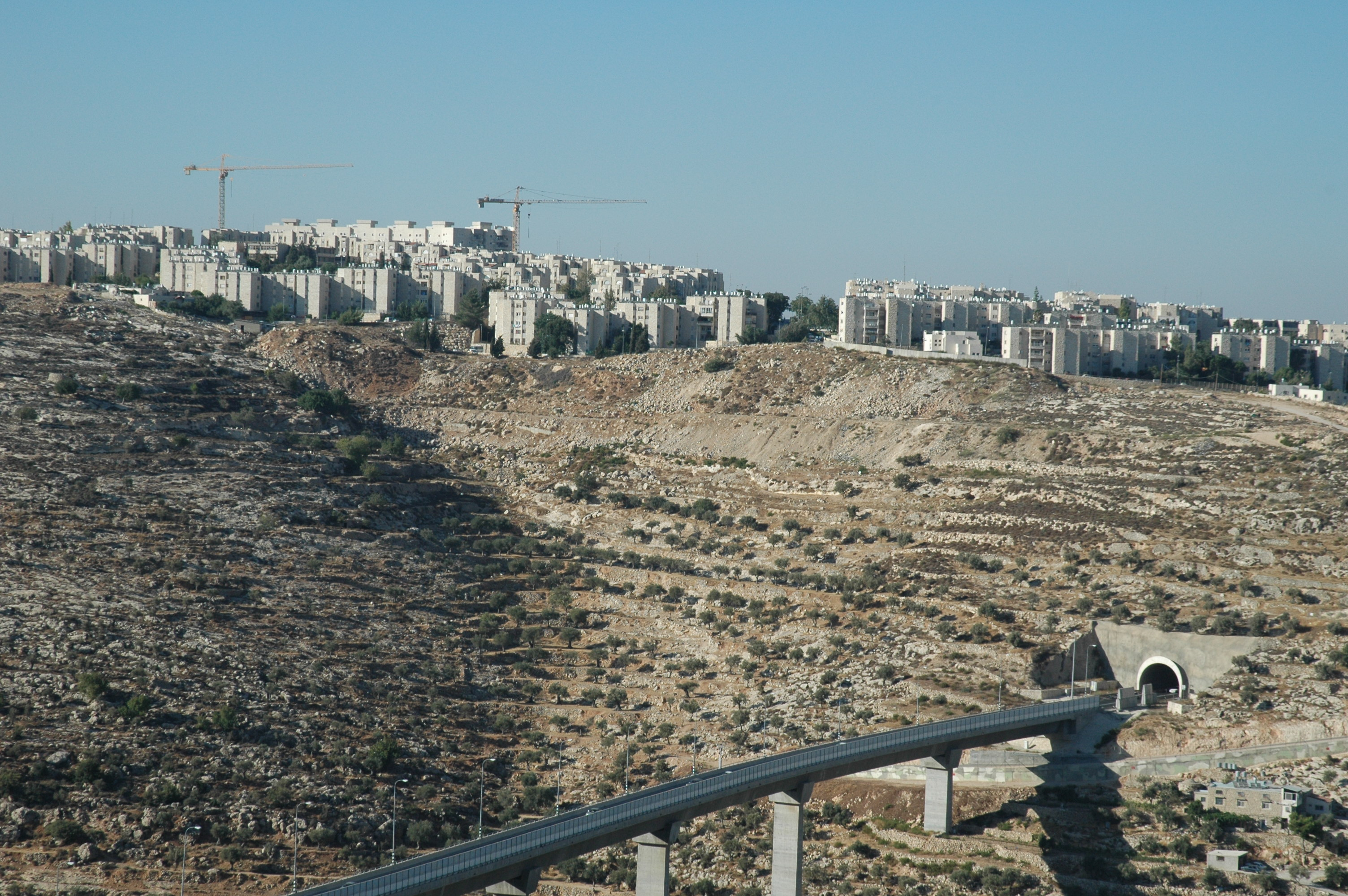
Vanuit Beit Jala: gezicht op de Israëlische nederzetting Gilo en de tunnel die Gilo met Gush Etzion verbindt

### Doorgaande bouw en confiscatie
Ondanks dit besluit van het Israëlische Hooggerechtshof van 2 april 2015 en de eerdere uitspraak van het Internationaal Gerechtshof begon Israël al in juli 2015 met hervatting van de bouw ter uitbreiding van de afscheidingsmuur De advocaat van de families van Beit Jala zei hiertegen in beroep te zullen gaan vanwege de ingrijpende gevolgen voor zijn cliënten.
Op 17 augustus 2015 echter begonnen bulldozers het land, behorend tot het tot archeologisch verklaarde terrein in de wijk Bir'Ouna in Beit Jala om te ploegen. Meer dan 100 oude olijfbomen, waarvan sommige wel 1500 jaar oud waren, werden ontworteld. 
Nadat op 10 januari 2016 van bisschop Cantu uit de V.S. en 12 bisschoppen uit Europa, Zuid-Afrika en Noord-Amerika de Cremisan Valley bezocht hadden in het kader van 'Betrekkingen met het Heilige Land', om hun solidariteit te tonen met de Palestijnse christenen, zei bisschop Oscar Cantu uit Nieuw Mexico: "It was very sad to see the present situation where individuals have their lands confiscated and trees uprooted", "This is a sign of something much larger. It seems to be a diminishing of the rights of Palestinians to be there and a lack of acknowledgment of their legitimate right to be present whether in the state of Israel or in Palestinian lands."
In februari 2019 verwoestte het Israëlische bezettingsleger een rioolzuiveringsstation en andere voorzieningen van Palestijnen in Bir'Ouna, wat een ramp voor de omgeving tot gevolg had: Landbouwgrond van de inwoners was bedorven, olijfbomen beschadigd, bronnen onbruikbaar, wilde dieren vergiftigd,  stankoverlast en een ongedierte. Het financiële verlies werd geraamd op 100.000 euro.
Op 27 augustus 2019 werd het huis en het restaurant van een Palestijnse familie, gelegen tussen Battir en Beit Jala na een juridische strijd van 15 jaar, door het Israëlische leger verwoest. De belastingpapieren van de familie uit de Jordaanse tijd van vóór de bezetting door Israël in 1967, waren niet genoeg bewijs onder de Israëlische wet. De Peace Now Settlement Watch betwijfelde de koop door het JNF-KKL/Humanita, aangezien er van het gebied tussen Bethlehem en Jeruzalem geen landregistratie bestond. In april waren bij Beit Jala meer dan 200 olijfbomen door Israëlische bulldozers vernield.  
De pro-nederzettingengroep Regavim juichte de overname toe. Een week later plaatsten Israëlische kolonisten caravans op dat land, wat doorgaans het begin betekent van een illegale nederzetting.